# Цюрихгау
Цюрихгау (на немски: Zürichgau, Zurihgauuia) с център крепост Цюрих е средновековно гау-графство с център крепост Цюрих в Швейцария.

## История
Първият граф в Zurihgauuia е Пебо, доказан през 741/746 г. Цюрихгау е отделен през 9 век от Тургау. С Руадкер през 819/820 г. започва ред от графове.
Господар на Цюрихгау след отделянето е фамилията Еберхардинги, от които по-късно произлизат графовете на Неленбург.

## Графове в Цюрихгау
- (Руперт, Роберт, Руадкер) Канкор († сл. 782) (Робертини), 745 граф в Оберрейнгау (Тургау), 758 граф в Брайзгау, 775/778 граф в Цюрихгау, 754 съосновател на манастира в Лорш, ∞ Ангила
- Геролд (от 826 доказан), 832/834 за няколко години граф в Тургау, в Цюрихгау до 867 г. доказан
- Хунфрид III, ок. 850 граф в Цюрихгау (Бурхардинги)
- Еберхард I (Еберхардинги), ок. 900 граф в Цюрихгау ∞ Гизела